# Portugal op het wereldkampioenschap voetbal 2006
Portugal is een van de landen die meedoet aan het Wereldkampioenschap voetbal 2006 in Duitsland. Zij zaten in een poule met Mexico, Iran en oud-kolonie Angola. Het is na 1966, 1986 en 2002 de vierde keer dat Portugal mee doet aan een WK. Het meest succesvolle optreden was in 1966, toen het Portugal van Eusébio derde werd in Engeland. In de laatste editie, in 2002, werd Portugal in de eerste ronde uitgeschakeld.

## Kwalificatie
Als lid van de UEFA moest Portugal zich zien te kwalificeren via de voorrondes in Europa. Aan de hand van in het verleden behaalde resultaten en een loting werden acht groepen samengesteld. Portugal kwam in de derde groep terecht met Rusland, Slowakije, Estland, Letland, Luxemburg en Liechtenstein. Elk land speelde twee keer tegen elk ander land in dezelfde groep, zowel uit als thuis. De groepswinnaar was direct gekwalificeerd, terwijl de nummer twee een extra play-off duel moest spelen tegen de nummer twee uit een andere groep. Alleen de twee beste landen die op de tweede plaats eindigden kregen direct toegang tot het eindtoernooi in Duitsland.
Portugal kwalificeerde zich met overmacht als eerste van de groep voor het WK. Op het eerste gezicht was Rusland de grootste concurrent, maar die werd al een behoorlijke klap gegeven toen Rusland in de vierde speelronde met 7-1 verslagen werd in Portugal. In de terugwedstrijd in de op twee na laatste speelronde bleef het 0-0. Ook outsider Slowakije wist alleen thuis een puntje te pakken (1-1) en ging in Portugal onderuit (2-0). Grootste verrassing was Liechtenstein, dat in de derde ronde Portugal op 2-2 hield na voor te hebben gestaan, en in de uitwedstrijd met maar 2-1 verloor.

### Wedstrijden
| 4 september, 2004 | Letland       | 0 – 2 | Portugal      |
| 8 september, 2004 | Portugal      | 4 – 0 | Estland       |
| 9 oktober, 2004   | Liechtenstein | 2 – 2 | Portugal      |
| 13 oktober, 2004  | Portugal      | 7 – 1 | Rusland       |
| 17 november, 2004 | Luxemburg     | 0 – 5 | Portugal      |
| 30 maart, 2005    | Slowakije     | 1 – 1 | Portugal      |
| 4 juni, 2005      | Portugal      | 2 – 0 | Slowakije     |
| 8 juni, 2005      | Estland       | 0 – 1 | Portugal      |
| 3 september, 2005 | Portugal      | 6 – 0 | Luxemburg     |
| 7 september, 2005 | Rusland       | 0 – 0 | Portugal      |
| 8 oktober, 2005   | Portugal      | 2 – 1 | Liechtenstein |
| 12 oktober, 2005  | Portugal      | 3 – 0 | Letland       |

### Ranglijst
| Land          | Wed | Win | Gel | Ver | DV | DT | +/- | Pnt |
| ------------- | --- | --- | --- | --- | -- | -- | --- | --- |
| Portugal      | 12  | 9   | 3   | 0   | 35 | 5  | +30 | 30  |
| Slowakije     | 12  | 6   | 5   | 1   | 24 | 8  | +16 | 23  |
| Rusland       | 12  | 6   | 5   | 1   | 23 | 12 | +11 | 23  |
| Estland       | 12  | 5   | 2   | 5   | 16 | 17 | -1  | 17  |
| Letland       | 12  | 4   | 3   | 5   | 18 | 21 | -3  | 15  |
| Liechtenstein | 12  | 2   | 2   | 8   | 13 | 23 | -10 | 8   |
| Luxemburg     | 12  | 0   | 0   | 12  | 5  | 48 | -43 | 0   |

## Wedstrijden op het wereldkampioenschap

Portugees WK-shirt

Tijdens het eindtoernooi zal de selectie van Portugal in het hotel Klosterpforte in Marienfeld, vlak bij Bielefeld, verblijven. In groep D komt Portugal twee oude bekenden tegen. In 1972 wonnen de Portugezen met 3-0 van Iran. Oud-kolonie Angola was al twee keer de tegenstander, zowel in 1989 als in 2001 won Portugal met 6-0 en 5-1 respectievelijk. Op het WK zal Portugal voor het eerst in de historie aantreden tegen Mexico; nog nooit eerder speelden de twee landen tegen elkaar.

## Groep D
De grootste verrassing van de kwalificatie was Angola, dat te sterk was voor Nigeria. Het land had vanaf de jaren zestig tot en met 2002 oorlog gekend en kwalificatie voor het grootste voetbaltoernooi was een welkome opsteker. De eerste wedstrijd was tegen de voormalige kolonisator Portugal, een vriendschappelijke wedstrijd liep ooit volledig uit de hand. Het werd al snel 1-0 door een doelpunt van Pauleta, Portugal was veel sterker vooral dankzij de opgefleurde veteraan Luis Figo, maar verder hield Angola de schade beperkt. Tegen Mexico bleef het 0-0. Een stunt was in de maak toen Angola met 1-0 voor kwam tegen het al uitgeschakelde Iran en aangezien Mexico met 2-1 achter stond tegen het al geplaatste Portugal had Angola nog twee doelpunten nodig om opnieuw voor een stunt te zorgen. Het sprookje ging echter uit toen Iran gelijk maakte en Mexico en Portugal gingen door naar de achtste finales.
| Land     | Wed | Win | Gel | Ver | DV | DT | +/− | Pnt |
| -------- | --- | --- | --- | --- | -- | -- | --- | --- |
| Portugal | 3   | 3   | 0   | 0   | 5  | 1  | 4   | 9   |
| Mexico   | 3   | 1   | 1   | 1   | 4  | 3  | 1   | 4   |
| Angola   | 3   | 0   | 2   | 1   | 1  | 2  | –1  | 2   |
| Iran     | 3   | 0   | 1   | 2   | 2  | 6  | –4  | 1   |

|                                               |                          |       |                  |                                                                                     |
| 11 juni 2006 «onderlinge duels» 18:00 (UTC+2) | Mexico                   | 3 – 1 | Iran             | easyCredit-Stadion, Neurenberg Toeschouwers: 41.000 Scheidsrechter: Roberto Rosetti |
| 11 juni 2006 «onderlinge duels» 18:00 (UTC+2) | Bravo 28', 76' Sinha 79' |       | 36' Golmohammadi | easyCredit-Stadion, Neurenberg Toeschouwers: 41.000 Scheidsrechter: Roberto Rosetti |

|                                               |        |            |          |                                                                                  |
| 11 juni 2006 «onderlinge duels» 21:00 (UTC+2) | Angola | 0 – 1      | Portugal | RheinEnergieStadion, Keulen Toeschouwers: 45.000 Scheidsrechter: Jorge Larrionda |
| 11 juni 2006 «onderlinge duels» 21:00 (UTC+2) |        | 4' Pauleta |          | RheinEnergieStadion, Keulen Toeschouwers: 45.000 Scheidsrechter: Jorge Larrionda |

|                                               |        |       |        |                                                                         |
| 16 juni 2006 «onderlinge duels» 21:00 (UTC+2) | Mexico | 0 – 0 | Angola | AWD-Arena, Hannover Toeschouwers: 43.000 Scheidsrechter: Shamsul Maidin |
| 16 juni 2006 «onderlinge duels» 21:00 (UTC+2) |        |       |        | AWD-Arena, Hannover Toeschouwers: 43.000 Scheidsrechter: Shamsul Maidin |

|                                               |                                |       |      |                                                                               |
| 17 juni 2006 «onderlinge duels» 15:00 (UTC+2) | Portugal                       | 2 – 0 | Iran | Commerzbank-Arena, Frankfurt Toeschouwers: 48.000 Scheidsrechter: Éric Poulat |
| 17 juni 2006 «onderlinge duels» 15:00 (UTC+2) | Deco 63' C. Ronaldo 80' (pen.) |       |      | Commerzbank-Arena, Frankfurt Toeschouwers: 48.000 Scheidsrechter: Éric Poulat |

|                                               |                             |       |             |                                                                                |
| 21 juni 2006 «onderlinge duels» 16:00 (UTC+2) | Portugal                    | 2 – 1 | Mexico      | Veltins-Arena, Gelsenkirchen Toeschouwers: 52.000 Scheidsrechter: Ľuboš Micheľ |
| 21 juni 2006 «onderlinge duels» 16:00 (UTC+2) | Maniche 6' Simão 24' (pen.) |       | 29' Fonseca | Veltins-Arena, Gelsenkirchen Toeschouwers: 52.000 Scheidsrechter: Ľuboš Micheľ |

|                                               |                    |       |            |                                                                          |
| 21 juni 2006 «onderlinge duels» 16:00 (UTC+2) | Iran               | 1 – 1 | Angola     | Zentralstadion, Leipzig Toeschouwers: 38.000 Scheidsrechter: Mark Shield |
| 21 juni 2006 «onderlinge duels» 16:00 (UTC+2) | Bakhtiarizadeh 75' |       | 60' Flávio | Zentralstadion, Leipzig Toeschouwers: 38.000 Scheidsrechter: Mark Shield |

### Achtste finale
25 juni 2006
| Portugal | 1 - 0 | Nederland | EasyCredit-Stadion, Neurenberg |

### Kwartfinale
1 juli 2006
| Engeland | 0 - 0 ns (1-3) | Portugal | Veltins-Arena, Gelsenkirchen |

### Halve finale
5 juli 2006
| Portugal | 0 - 1 | Frankrijk | Allianz Arena, München |

### Troostfinale
8 juli 2006
| Duitsland | 3 - 1 | Portugal | Gottlieb-Daimler-Stadion, Stuttgart |

## Wedstrijden gedetailleerd
WK voetbal 2006 (Groep D) Angola - Portugal
WK voetbal 2006 (Groep D) Portugal - Iran
WK voetbal 2006 (Groep D) Portugal - Mexico
WK voetbal 2006 (1/8e finale) Portugal - Nederland
WK voetbal 2006 (kwartfinale) Engeland - Portugal
WK voetbal 2006 (halve finale) Portugal - Frankrijk
WK voetbal 2006 (troostfinale) Duitsland - Portugal

## Opmerkingen
1. ↑  https://www.nieuwsblad.be/cnt/g7jt3pu0
2. ↑  https://www.nieuwsblad.be/cnt/gtptd5qt
3. ↑  https://www.theguardian.com/football/2001/nov/15/newsstory.sport13
4. ↑  https://www.trouw.nl/nieuws/portugal-heeft-weinig-moeite-met-angola~b40be0bc/
5. ↑  https://www.trouw.nl/nieuws/mexico-en-angola-komen-niet-tot-scoren~bcaec8c9/
6. ↑  http://www.chinadaily.com.cn/sports/2006-06/21/content_622865_2.htm

FPF · A-internationals · Selecties · Statistieken · Bondscoaches · Portugees vrouwenelftal · Olympisch elftal · Portugal U21 · Portugal U20 · Portugal U19 · Portugal U18 · Portugal U17 · Vrouwen U17
1921 – 1929 · 
1930 – 1939 · 
1940 – 1949 · 
1950 – 1959 · 
1960 – 1969 · 
1970 – 1979 · 
1980 – 1989 · 
1990 – 1999 · 
2000 – 2009 · 
2010 – 2019 · 
2020 – 2029
EK's: 1984 · 
1996 · 
2000 · 
2004 · 
2008 · 
2012 · 
2016 · 
2020 · 
2024
WK's: 1966 · 
1986 · 
2002 · 
2006 · 
2010 · 
2014 · 
2018 · 
2022
OS: 1928 · 
1996 · 
2004 · 
2016
1921 · 
1922 · 
1923 · 
1924 · 
1925 · 
1926 · 
1927 · 
1928 · 
1929 · 
1930 · 
1931 · 
1932 · 
1933 · 
1934 · 
1935 · 
1936 · 
1937 · 
1938 · 
1939 · 
1940 · 
1942 · 
1943 · 1944 · 
1945 · 
1946 · 
1947 · 
1948 · 
1949 ·
1950 · 
1951 · 
1952 · 
1953 · 
1954 · 
1955 · 
1956 · 
1957 · 
1958 · 
1959 ·
1960 · 
1961 · 
1962 ·
1963 ·
1964 · 
1965 · 
1966 · 
1967 · 
1968 · 
1969 ·
1970 · 
1971 · 
1972 · 
1973 · 
1974 · 
1975 · 
1976 · 
1977 · 
1978 · 
1979 ·
1980 · 
1981 · 
1982 · 
1983 · 
1984 · 
1985 · 
1986 · 
1987 · 
1988 · 
1989 · 
1990 · 
1991 ·
1992 · 
1993 · 
1994 · 
1995 · 
1996 · 
1997 · 
1998 · 
1999 · 
2000 · 
2001 · 
2002 · 
2003 · 
2004 · 
2005 · 
2006 · 
2007 · 
2008 · 
2009 · 
2010 · 
2011 · 
2012 · 
2013 ·
2014 ·
2015 ·
2016 ·
2017 ·
2018 ·
2019 ·
2020 ·
2021 ·
2022
Albanië ·
Algerije ·
Andorra ·
Angola ·
Argentinië ·
Armenië ·
Azerbeidzjan ·
België ·
Bolivia ·
Bosnië-Herzegovina ·
Brazilië ·
Bulgarije ·
Canada ·
Chili ·
China ·
Cyprus ·
DDR ·
Denemarken ·
Duitsland ·
Ecuador ·
Egypte ·
Engeland ·
Estland ·
Faeröer ·
Finland ·
Frankrijk ·
Gabon ·
Georgië ·
Ghana ·
Gibraltar ·
Griekenland ·
Hongarije ·
Ierland ·
IJsland ·
Iran ·
Israël ·
Italië ·
Ivoorkust ·
Joegoslavië ·
Kaapverdië ·
Kameroen ·
Kazachstan ·
Koeweit ·
Kroatië ·
Letland ·
Liechtenstein ·
Litouwen ·
Luxemburg ·
Malta ·
Marokko ·
Mexico ·
Moldavië ·
Mozambique ·
Nederland ·
Nieuw-Zeeland ·
Nigeria ·
Noord-Ierland ·
Noord-Korea ·
Noord-Macedonië ·
Noorwegen ·
Oekraïne ·
Oostenrijk ·
Panama ·
Paraguay ·
Polen ·
Qatar ·
Roemenië ·
Rusland ·
Saoedi-Arabië ·
Schotland ·
Servië ·
Slovenië ·
Slowakije ·
Sovjet-Unie ·
Spanje ·
Tsjechië ·
Tsjecho-Slowakije ·
Tunesië ·
Turkije ·
Uruguay ·
Verenigde Staten ·
Wales ·
Zuid-Afrika ·
Zuid-Korea ·
Zweden ·
Zwitserland
Angola (2006) ·
België (2021) ·
Brazilië (2010) · 
Denemarken (2012) ·
Duitsland (2006) ·
Duitsland (2008) ·
Duitsland (2012) ·
Duitsland (2014) ·
Duitsland (2021) ·
Engeland (2000) ·
Engeland (2006) ·
Frankrijk (2006) ·
Frankrijk (2016) ·
Frankrijk (2021)  ·
Ghana (2014) ·
Griekenland (2004, 2) · 
Hongarije (2021) · 
IJsland (2016) · 
Iran (2006) ·
Iran (2018) ·
Marokko (2018) ·
Marokko (2022) ·
Mexico (2006) ·
Nederland (2006) ·
Nederland (2012) ·
Oostenrijk (2016) · 
Spanje (2012) · 
Spanje (2018) ·
Tsjechië (2008) ·
Tsjechië (2012) · 
Turkije (2008) ·
Verenigde Staten (2014) ·
Uruguay (2018) ·
Zuid-Korea (2022) · 
Zwitserland (2008) · 
Zwitserland (2022)